# Hymir
Hymir je u nordijskoj mitologiji morski div (jötunn).

## Karakteristike
Hymir je div čiji je otac nepoznat, a majka mu je čudovišna div-žena s devetsto glava. Oženjen je lijepom Hroðr. U jednom je mitu spomenut kao otac boga Tyra. Drugdje je Tyr Odinov sin. Hymir ima i nekoliko kćeri, čija je majka očito Hroðr. Ono što je značajno za Hymira je njegova vrlo tvrda lubanja. Također, Hymir je posjedovao velik kotao.

## Mitologija
Hymiskviða je dio Starije Edde, a Hymir je jedan od najznačajnijih likova u njoj.
Bogovi su posjetili Ægira, kralja mora, te su vidjeli da ima mnogo kotlića, pa su mu predložili da ih on ugošćava na zabavama. Ægir je pristao, ali pod uvjetom da mu donesu dovoljno velik kotao u kojem će moći pripremiti dovoljno medovine za sve. To je predstavljalo problem, sve dok se bog rata Tyr nije sjetio da je vidio kako njegov otac Hymir posjeduje velik kotao. Tyr je poveo bogove do mjesta na kojem živi njegov otac. Hymir je bio u lovu, pa su bogove ugostile Hymirove majka i žena. Kad se Hymir vratio, majka mu je objasnila situaciju. Bog Thor je pojeo svu hranu. Zbog toga su Thor i Hymir pošli pecati. Thor je htio ići sve dalje, usprkos Hymirovim upozorenjima. Thor je na mamac uspio uhvatiti čudovišnu zmiju Jörmungandr te ju je htio ubiti, ali se Hymir prestravio pa je prerezao konop i zmija je potonula u morske dubine.
Thor se pravio važnim zbog svoje snage, ali mu se Hymir narugao rekavši da se ne može smatrati jakim dok ne razbije jedan kalež. Tor je uzeo kalež i razbio ga na Hymirovoj glavi, što je ozlovoljilo Hymira. Popustio je i dozvolio bogovima da uzmu kotao za medovinu, pa su otišli ka Ægiru na zabavu.